# Pheosiopsis pallidogriseus
Pheosiopsis pallidogriseus är en fjärilsart som beskrevs av Alexander Schintlmeister 1997. Pheosiopsis pallidogriseus ingår i släktet Pheosiopsis och familjen tandspinnare. Inga underarter finns listade i Catalogue of Life.